# Strażnica KOP „Czarne Kowale”
Strażnica KOP „Czarne Kowale” – zasadnicza jednostka organizacyjna Korpusu Ochrony Pogranicza pełniąca służbę ochronną na granicy polsko-litewskiej.

## Formowanie i zmiany organizacyjne
W 1926, w składzie 6 Brygady Ochrony Pogranicza, został sformowany 23 batalion graniczny. W 1928 w skład batalionu wchodziło 19 strażnic. Strażnica KOP „Czarne Kowale” w latach 1928–1934 znajdowała się w strukturze 4 kompanii KOP „Wójtowo”, a w latach 1938–1939 w 4 kompanii KOP „Olkieniki”. Strażnica liczyła około 18 żołnierzy i rozmieszczona była przy linii granicznej z zadaniem bezpośredniej ochrony granicy państwowej.
W 1932 obsada strażnicy zakwaterowana była w budynku popolicyjnym. Strażnicę z macierzystą kompanią łączyła droga polna długości 8 km.

## Służba graniczna
Podstawową jednostką taktyczną Korpusu Ochrony Pogranicza przeznaczoną do pełnienia służby ochronnej był batalion graniczny. Odcinek batalionu dzielił się na pododcinki kompanii, a te z kolei na pododcinki strażnic, które były „zasadniczymi jednostkami pełniącymi służbę ochronną”, w sile półplutonu. Służba ochronna pełniona była systemem zmiennym, polegającym na stałym patrolowaniu strefy nadgranicznej, wystawianiu posterunków alarmowych, obserwacyjnych i kontrolnych stałych, patrolowaniu i organizowaniu zasadzek w miejscach rozpoznanych jako niebezpieczne, kontrolowaniu dokumentów i zatrzymywaniu osób podejrzanych, a także utrzymywaniu ścisłej łączności między oddziałami i władzami administracyjnymi. Strażnice KOP stanowiły pierwszy rzut ugrupowania kordonowego Korpusu Ochrony Pogranicza.
Strażnica KOP „Czarne Kowale” w 1932 ochraniała pododcinek granicy państwowej szerokości 4 kilometrów 700 metrów od słupa granicznego nr 524 do 532, a w 1938 pododcinek szerokości 4 kilometrów 500 metrów od słupa granicznego nr 524 do 532.
Sąsiednie strażnice:
- strażnica KOP „Leśniczówka” ⇔ strażnica KOP „Lejpuny” – 1928[2], 1929[3], 1932[4], 1934[5], 1938[7]